# Montefiore dell'Aso
Montefiore dell'Aso é uma comuna italiana da região das Marcas, província de Ascoli Piceno, com cerca de 2 224 habitantes. Estende-se por uma área de 28,09 km², tendo uma densidade populacional de 79,17 hab/km². Faz fronteira com Campofilone, Carassai, Lapedona, Massignano, Monterubbiano, Moresco, Petritoli, Ripatransone.
Faz parte da rede das Aldeias mais bonitas de Itália.

## Demografia
| Variação demográfica do município entre 1861 e 2011                               |
|                                                                                   |
| Fonte: Istituto Nazionale di Statistica (ISTAT) - Elaboração gráfica da Wikipedia |